# هاینتس لینگه
هاینتس لینگه (به آلمانی: Heinz Linge) (زادهٔ ۲۳ مارس ۱۹۱۳ ـ مرگ ۹ مارس ۱۹۸۰ میلادی) افسر اس‌اس و پیشکار آدولف هیتلر بود. او در هنگام مرگ هیتلر در فورربونکر حضور داشت.

## زندگی
لینگه در برمن چشم به جهان گشود. تا پیش از پیوستن به اس‌اس در ۱۹۳۳ به بنایی اشتغال داشت. پس از پیوستن به اس‌اس در لشکر یکم زرهی اس‌اس لایب اشتاندارته اس‌اس آدولف هیتلر ـ که وظیفه حفاظت از هیتلر را داشت ـ خدمت کرد. در ۱۹۳۴ برای خدمت در صدارت عظمای رایش برگزیده‌ شد. در پایان جنگ به درجهٔ اوبراشتورمبانفورر رسیده‌ بود.
در ۱۹۳۵ یکی از پیشکاران هیتلر شد. هر روز صبح در ساعت ۱۱ هیتلر را از خواب بیدار کرده روزنامه و پیغام‌های آن روز را برایش فراهم می‌آورد. به جز اعمال روزانه محافظت از جان هیتلر نیز از وظایف او بود. در ۱۹۴۴ لینگه رییس ستاد خدمات شخصی هیتلر بود.
در ۱۹۴۵ او نیز به مانند بسیاری دیگر به فورربونکر در صدارت عظمای رایش در برلین منتقل شد. در این‌جا یکی از شاهدان آخرین روزهای زندگی هیتلر بود. لینگه پیغام‌ها را برای هیتلر می‌برد و افرادی را که قصد ملاقات با او را داشتند همراهی می‌کرد. هیتلر، ۲ روز پیش از خودکشی تصمیمش بر انجام این کار را با لینگه در میان گذاشته درخواست کرده بود که جسد او و اوا براون سوزانده‌ شود و لینگه نیز به این خواسته عمل کرده بود.
لینگه در ۲ مه ۱۹۴۵ دستگیر شد و پس از شناسایی به مسکو فرستاده‌ شد و در زندان بدنام لوبیانکا به بند افتاد. او تا ۱۹۵۵ در اتحاد جماهیر شوروی زندانی بود. پس از آزادی به آلمان غربی رفت و در ۱۹۸۰ در هامبورگ درگذشت. از او کتاب خاطراتی با نام «تا به آخر با هیتلر» منتشر شده‌است.